# Miriam Menkin
Miriam Menkin, née Miriam Friedman le 8 août 1901 à Riga et décédée le 8 juin 1992 à Boston, est une scientifique américaine connue pour ses recherches sur la fécondation in vitro (FIV) aux côtés de John Rock. Elle devient en février 1944 la première personne à concevoir la vie humaine en dehors du corps.

## Biographie
Miriam Menkin nait le 8 août 1901 à Riga, en Lettonie. Sa famille déménage aux États-Unis deux ans plus tard et son père devient médecin à New York. En 1922, elle obtient un diplôme de premier cycle en histologie et anatomie à l'université Cornell. Elle obtient l'année suivante une maîtrise en génétique de l'université Columbia. Elle enseigne la biologie et la physiologie pendant une courte période avant de se tourner vers des études de médecine dont l'accès lui est finalement refusé.  
Elle doit renoncer à son souhait d'obtenir un doctorat en biologie pour des raisons financières et obtient ainsi un deuxième diplôme de premier cycle en secrétariat à l'université Simmons de Boston. Éligible à l'obtention d'un doctorat de Harvard à deux reprises, elle ne peut payer les frais de scolarité et travaille donc comme secrétaire pendant plusieurs années. Elle obtient ensuite un poste de chercheuse en pathologie à la Harvard Medical School de 1930 à 1935 avant de devenir technicienne de laboratoire auprès de Gregory Pincus, médecin et biologiste co-inventeur de la pilule contraceptive, toujours à Harvard. Elle travaille avec lui aux premières expériences de fécondation in vitro sur des lapins. Après que Pincus a perdu son poste en 1937, elle se retrouve sans emploi et se tourne pendant un an vers les laboratoires de l'État du Massachusetts avant de collaborer avec John Rock, médecin spécialiste de la fertilité, au Free Hospital for Women de Boston. 
C'est en 1944 qu'elle réalise la première fécondation in vitro après six ans d'expériences infructueuses. Malheureusement, son mari perd son travail peu de temps après cette découverte ce qui lui vaut de devoir quitter son emploi et d'abandonner ses recherches sur la question. Elle continue cependant d'échanger avec le docteur Rock et publie avec lui dans l'American Journal of Obstetrics and Gynecology le premier article scientifique complet concernant la fécondation in vitro, en 1948. 
Après son divorce, elle collabore à nouveau avec le docteur Rock et participe à ses recherches, notamment sur la pilule contraceptive. Elle en devient ensuite également l'« assistante littéraire » et co-écrit avec lui l'ensemble de ses travaux de recherche sur le système reproductif. 
Elle meurt le 8 juin 1992 à Boston.

### Recherches sur la fécondation in vitro
Ce sont les expériences de Pincus sur des lapines auxquelles a participé Menkin qui décident Rock de commencer ses recherches sur la fécondation in vitro. Celui-ci manque de connaissances au sujet de la fécondation des ovules et il engage Menkin pour superviser tout le travail de laboratoire à partir de mars 1938. Pour mener à bien ces expériences, ils prélèvent les ovules de femmes s'apprêtant à subir une hystérectomie. Le mode opératoire était le suivant : triple nettoyage de l'échantillon de sperme, interaction de l'ovule et du sperme pendant 30 minutes puis observation 48 heures plus tard. 
Le 3 février 1944, alors qu'elle expérimente pour la 139e fois une fécondation in vitro, elle ne lave l'échantillon de sperme qu'à une seule reprise puis s'endort pendant près d'une heure après avoir passé la nuit précédente éveillée avec sa fille nouveau-née. La fécondation a lieu et deux jours plus tard, la division des cellules a débuté. C'est, de son propre aveu, « après six ans de recherche une petite sieste au travail plutôt qu'un éclair de génie » qui lui permet cette avancée et la réussite de son expérience.   
Rock et Menkin publient le résultat de leurs travaux le 4 août 1944 dans le magazine Science dans un article intitulé « Fertilisation in vitro et division des ovules humains », article rapidement relayé par l'Associated Press, le New York Times et Time.  
Cette avancée à destination des couples stériles a cependant été critiquée par certains qui y voyaient une ingérence aux lois divines et de la nature tandis que d'autres doutaient de la découverte du fait de l'absence d'enfant né de l'expérience. C'est en 1978 que naît le premier « bébé éprouvette », Louise Brown. 
Son rôle dans cette découverte médicale qu'a été la fécondation in vitro n'a pas toujours été reconnu : elle est tour à tour assistante, laborantine, biologiste ou docteur. Il ressort pourtant des dix-huit articles scientifiques qu'elle cosigne avec John Rock qu'elle est avant tout son assistante de recherches. 

### Vie privée
Elle épouse en 1924 Valy Menkin, étudiant en médecine à Harvard. C'est pour permettre à celui-ci de terminer ses études qu'elle renonce à ses études doctorales. De ce mariage naissent deux enfants : un fils nommé Gabriel et une fille nommée Lucy.  
Elle divorce en 1949 et doit consacrer beaucoup de temps et d'énergie à sa fille souffrant d'épilepsie. Elle réussit à l'inscrire dans une école spécialisée de Boston en 1950 ce qui lui permet de reprendre ses recherches avec le docteur Rock, rapidement réorientée sur la pilule contraceptive, au regret de Menkin. 